# Frankie Carbo
Frankie Carbo (4 de febrero de 1904 - 9 de noviembre de 1976) fue un gánster estadounidense de la Familia Lucchese. Fue promotor de boxeo y miembro de la llamada Murder, Inc.

## Biografía
Nacido en el Lower East Side de Nueva York con el nombre de Paolo Giovanni Carbo, algunas fuentes afirman que sus padres eran originarios de Agrigento, Sicilia. Estuvo en el reformatorio estatal de Nueva York para jóvenes delincuentes a la edad de once años. En los siguientes diez años entró y salió de la cárcel por diversos cargos, entre ellos el asesinato de un taxista que se había negado a pagar dinero por su protección.
Durante la ley seca actuó como matón a sueldo de diversas bandas. En 1931, fue acusado del asesinato del gánster de Filadelfia Mickey Duffy en Atlantic City; sin embargo, fue dejado en libertad provisional. A principios de los años 1930 trabajó para el miembro de Murder Inc. Louis "Lepke" Buchalter. 
A finales de la década había sido arrestado ya 17 veces (incluyendo 5 acusaciones de asesinato, de acuerdo con los archivos de la policía) y se sospechaba también que había sido el asesino del informante de la policía Harry "Big Greenie" Greenberg. Los gánsteres de Brooklyn (antiguos miembros de Murder Inc.) Abe "Kid Twist" Reles y Allie "Tick Tock" Tannenbaum, acordaron testimoniar contra Carbo, pero Reles se suicidó, aparentemente, lanzándose por una ventana del Hotel Half Moon en Coney Island, con lo que el caso quedó aplazado provisionalmente. 
Durante los años 1940, Carbo se hizo promotor de boxeo y alcanzó gran éxito promoviendo combates de boxeo de alto nivel. En el submundo boxeístico se le conocía como el "Zar del boxeo". En 1947 se rumoreó que Carbo había amañado el triunfo de Bugsy Siegel en Las Vegas. Sin embargo, Carbo empezó a tener problemas con la ley a finales de los 1950 y fue sentenciado al penal de Riker's Island durante dos años por hacer de mánager de boxeo careciendo de licencia para ello. Tras su libertad en 1960, fue obligado a presentarse ante un comité de investigación del Senado. Cuando se le preguntaba su responsabilidad en el amaño de combates de boxeo respondía: "No puedo ser obligado a testificar contra mí mismo", una afirmación que llegó a repetir 25 veces. Al año siguiente, fue acusado junto con el promotor Blinky Palermo de conspiración y extorsión contra el entonces campeón de los pesos wélter de la NBA Don Jordan. Después de un juicio de tres meses, fue sentenciado a 25 años de prisión en la penitenciaria federal de McNeil Island. En libertad provisional por razones de salud, falleció en Miami Beach (Florida) el 9 de noviembre de 1976. 